# 克莱门森大学
克萊門森大学（英語：Clemson University；也译克莱姆森大学、克莱姆逊大学、克雷蒙遜大學），是位於美國南卡羅來納州克萊門森的一所男女合校公立大學。成立於1889年，是南卡學生人數第二的大學。2022年秋季學期，該大學共招收了22,566名大學生和5,900名研究生，師生比例為1:18。2018-19州內學生學費為$14,970 (台灣學生視為州內學生)，州外及國際學生學費為$36,724。克萊門森大學由七個學院組成：農業、林業和生命科學；建築、藝術和人文；商科；衛生、教育和人類發展；教育；工程、電腦和應用科學；和理學院。

## 歷史

### 起源
湯瑪斯·克萊門森獲得岳父約翰·考宏贈與的一座莊園，當他於1888年4月6日去世時，在他的遺囑中，他將自己遺產的大部分遺產用於建立一所向南卡羅來納人傳授農業和機械的大學。他的決定很大程度上受到未來南卡州長班傑明的影響。班傑明曾遊說州議會，將學校創建為國家的農業機構，以一票通過決議。
在克萊門森的遺囑中，他明確表示希望學校模仿密西西比農業學院：「我希望這個機構受到董事會的控制和管理，其中一部分董事會在下文任命，並儘可能地以密西西比農業學院為藍本。」

### 南卡羅來納克萊門森農學院
1889年11月，南卡州長約翰·彼得·理查森三世簽署了該法案，從而建立了南卡罗莱纳克萊門森農學院（Clemson Agricultural College of South Carolina.）。 由於土地撥贈法案和1887年哈奇法案，聯邦農業教育將資金從南卡羅來納學院 （現在的南卡羅來納大學 ）轉移到克萊門森。學院的建設始於1890年的哈丁大廳，然後是1891年的主教室建築。亨利·奧布里·斯特羅德於1890年至1893年成為克萊門森的第一任校長。1893年7月正式開放初次入學的人數為446。第一批新生的共同課程是英語、歷史、植物學、數學、物理和農業。直到1955年，該學院還是一所全白人男人軍校 。
在大蕭條期間，學生入學率和收入下降。羅斯福新政的公共事業振興署為校園帶來了新的宿舍，以緩解宿舍不足。克萊門森通過聯邦資金收購了Long Hall、Sirrine Hall和29,625英畝私有農田。 克萊門森的農業工程師通過克萊門森農業推廣部實現多元化，在大蕭條時期對農民進行土壤保護和作物儲存技術教育。1940年，羅伯特普爾成為第一位擔任校長的克萊門森校友。1942年9月19日， 紀念體育場正式成為克萊門森老虎隊的球場，他們在1915 年以來一直在里格斯球場踢球。
在二戰期間，超過6500名學生被派往海外參軍。由於克萊門森ROTC，約有5,850人被任命為軍官。1943屆畢業生創歷史新低的343人。戰爭結束時，共376名學生不幸喪生。
1955年進行了重大改組，改制為一般大學，學生身分由"軍人"轉變為“平民”。開始招收白人婦女，但依然實施男女隔離教育。
1963年，學校錄取了第一位非裔美國學生Harvey Gantt，後來當選為北卡羅來納州夏洛特市市長。

### 克萊門森大學
1964年，更名為克萊門森大學，州立法機構正式承認學校升格學術課程和研究。
2015年，學生抗議蒂爾曼大廳是以“強大的白人至上主義者”命名。董事會投票反對重新命名。

## 學術
克萊門森大學之學術水準評鑑，依據美國新聞與世界報導等世界權威性學術評鑑機構的排名，長久一直穩定維持在全美百大。《2021 US News and World Report》將克萊門森大學列為所有美國公立大學中的第29位；所有美國大學中的第74位。克萊門森大學被歸類為“R1：博士院校—極高的研究活動”。2019年版的U.S. News & World Report排名中，該校的機械工程為53，包括資工、經濟、教育、工程、化工等許多領域皆能排進全美百強。
| 綜合排名              | 綜合排名 |
| 全球名次              | 全球名次 |
| --------------------- | -------- |
| 《ARWU》主排名        | 501-600  |
| 《QS》主排名          | 801-1000 |
| 《泰晤士》主排名      | 601-800  |
| 《美國新聞》全球版    | 669      |
| 全国名次              |          |
| 《ARWU》主排名        | 134-154  |
| 《華爾街》/《泰晤士》 | 188      |
| 《福布斯》            | 134      |
| 《美國新聞》本地版    | 74       |
| 《華盛頓月刊》        | 161      |

| Biological Sciences    | 140 |
| Chemistry              | 96  |
| Computer Science       | 82  |
| Economics              | 72  |
| Education              | 74  |
| Engineering            | 69  |
| Fine Arts              | 104 |
| Mechanical engineering | 49  |
| Mathematics            | 94  |
| Physics                | 110 |
| Psychology             | 98  |

| Agricultural Sciences  | 181 |
| Chemistry              | 440 |
| Engineering            | 368 |
| Materials Science      | 260 |
| Plant & Animal Science | 236 |

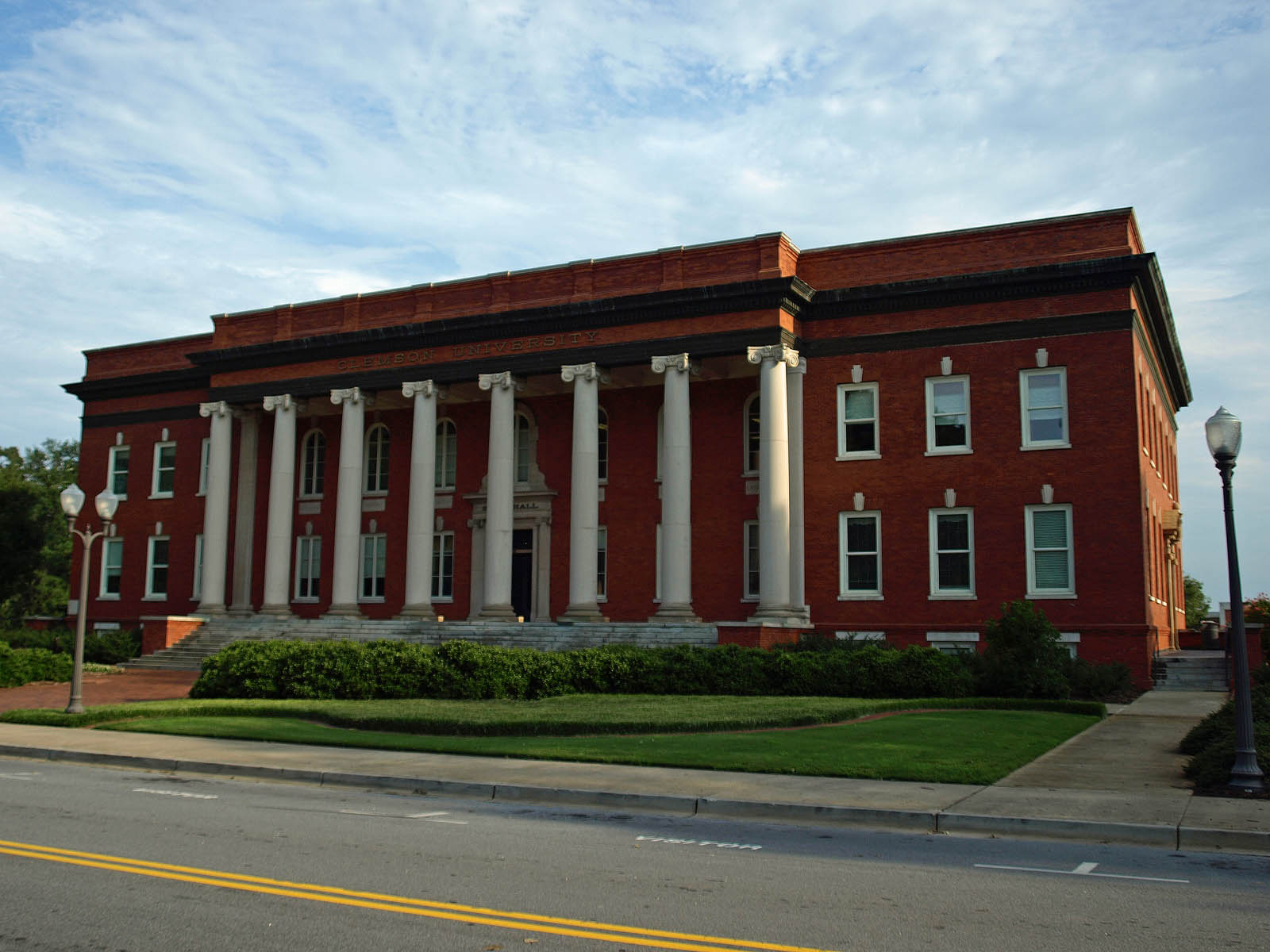
Sikes Hall是克萊門森的主要行政大樓。

該大學致力於成為“全美前20名”公立大學，正在加強其研究生課程，同時繼續強調大學生的品質。根據美國新聞和世界報導，在公立大學排名穩步上升，2005~2008年分別為34，30，27，21。 2012年“美國新聞與世界報導”將克萊門森評為美國前25所頂級公立學校， 2015年的排名提升至第21位。 截至2021年，克萊門森排名為第29位。
克萊姆森大學國際汽車研究中心 (CU-ICAR) 於 2013 年在南卡格林維爾成立，是一所汽車研究和創新學院。CU-ICAR是一個佔地 250 英畝（101 公頃）的汽車和賽車研究園區。2015年，汽車工程系在全球排名第10位。ICAR將包括一所研究所，提供汽車工程碩士和博士學位，並提供專注於系統集成的課程。 校園還包括由米漿BMW開發的訊息技術研究中心。米漿、微軟、IBM、博世、米其林和Timken Company 都是CU-ICAR的主要企業合作夥伴。 致力於在校園內建立辦公室或設施的私人公司包括汽車工程師協會和Timken。 校園規劃還包括一個全尺寸，四車容量的滾道模型風洞 。
2016年，克萊門森宣布與西門子建立新的合作夥伴關係，包括總額為3.57億美元的贈款。這筆是該校歷史上最大的補助金。通過它工程、電腦和應用科學學院的學生將可以使用各種新軟體。
2011年，普林斯頓評論將克萊門森鎮-學生關係評為第一，最快樂的學生評為第一，運動學校評為第二，每個人都參加校內運動評為第三，第九名的最佳學生就業服務。
2012年， SmartMoney將克萊門森大學評為最好的學費CP值第七名。
2012年， 美國新聞在“每名學生擁有最多的財務資源”排名中，將克萊門森大學排名第三。其平均為每位學生花了26,293美元。
2016年，普林斯頓評論將三項評為第一：學生就業服務，鎮民-學生關係和學生體育活動。
| Race and ethnicity | Total | Total |
| ------------------ | ----- | ----- |
| White              | 80%   | 80    |
| Hispanic           | 6%    | 6     |
| Black              | 6%    | 6     |
| Other              | 4%    | 4     |
| Asian              | 3%    | 3     |
| Foreign national   | 1%    | 1     |
| Economic diversity |       |       |
| Low-income         | 15%   | 15    |
| Affluent           | 85%   | 85    |

### 學院和學校
1955年7月，組成克萊門森的四所學院 - 農業，藝術與科學，工程和紡織 - 轉變為9所學院：1.建築 2.藝術與科學 3.人文科學 4.科學 5.工商業 6.教育 7.工程 8.林業和娛樂資源 9.護理。直到1995年，將9所學院重組為5個：1.農業、林業和生命科學 2.建築、藝術和人文 3.商業與行為科學 4.工程與科學 5.健康、教育和人類發展。截至2014年7月14日 ，Eugene T. Moore教育學院脫離了健康，教育和人類發展學院，成為第六所學院。
從2016年7月1日開始的學術重組創建了七所新的學院：1.農業、林業和生命科學學院 2.建築、藝術和人文學院 3.行為、社會和健康科學學院4.商學院5.教育學院（包括Eugene T. Moore教育學院） 6.工程、計算機與應用科學學院 7.理學院。

## 運動競技
克萊門森大學隊被稱為老虎隊。
他們作為全國大學體育協會（NCAA）I級（美式足球將I級細分為FBS級）的成員參加比賽，主要參加1953-54賽季以來所有體育項目的大西洋沿岸聯盟（ACC）比賽。男子運動包括棒球，籃球，越野，足球，高爾夫，足球，網球和田徑。女子運動包括籃球，越野，高爾夫，划船，足球，潛水，網球，田徑、排球、袋棍球和體操。
克萊門森贏得了8次全國冠軍，其中3次在美式足球（1981、2016和2018年），4次男子足球（1984、1987、2021和2023年）和男子高爾夫球（2003年）。

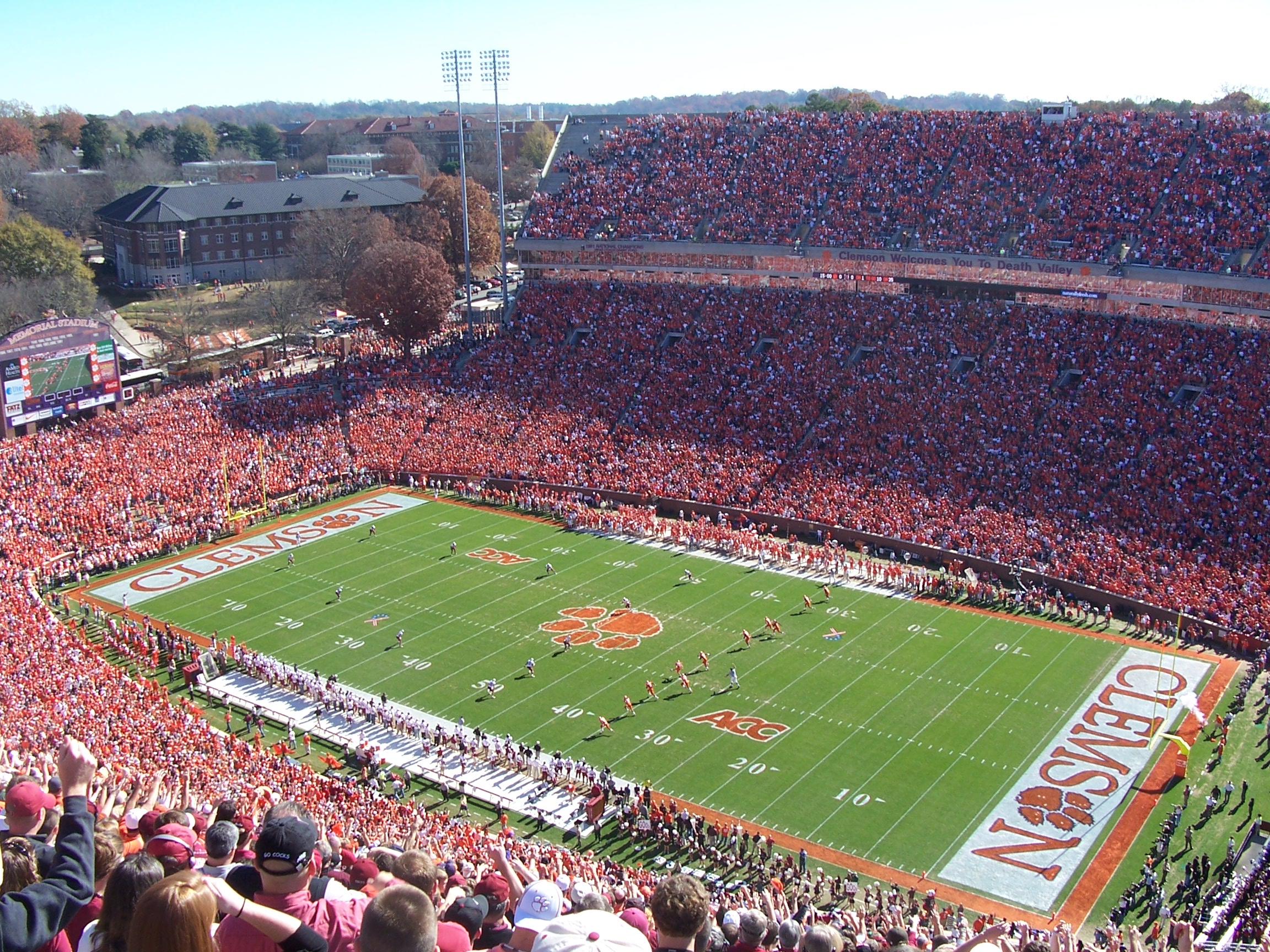
Clemson Memorial Stadium in 2006.

### 美式足球
在2016賽季冠軍賽中，以45-40戰勝阿拉巴馬大學，獲得了他們第二座全國冠軍。
在2018賽季準決賽中，以30-3擊敗聖母大學。並在冠軍賽中以44-16再次戰勝了阿拉巴馬大學，獲得第三座全國冠軍。
在2019賽季冠軍賽中，以25-42負於路易斯安那州立大學，獲得亞軍。

### 足球
在2021賽季，以第八種子之姿依序擊敗第一種子奧瑞岡州立大學、第四種子聖母大學，2-0擊敗第二種子華盛頓大學，獲得第三座全國冠軍。
在2023賽季，擊敗聖母大學，獲得第四座全國冠軍。

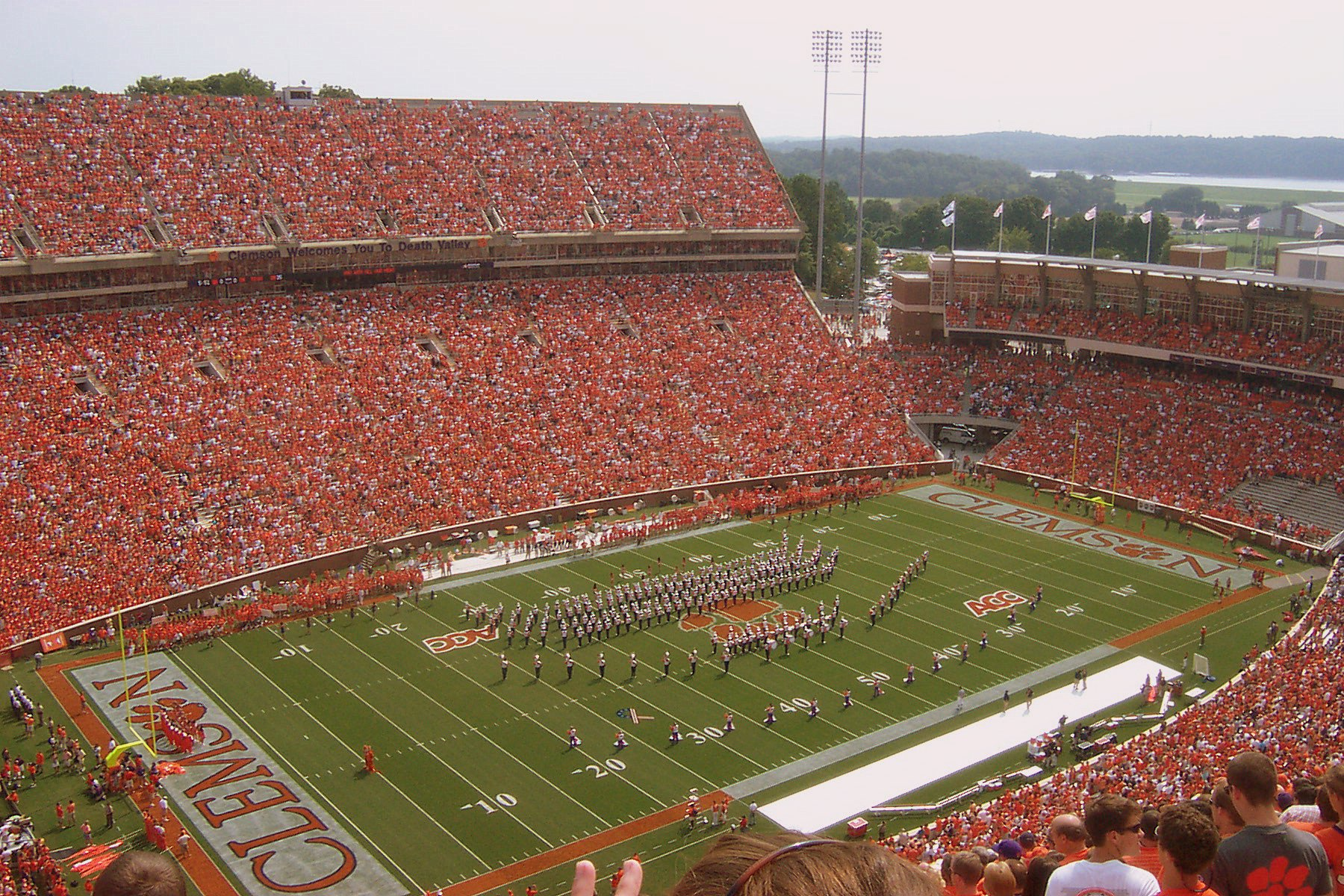
Memorial Stadium
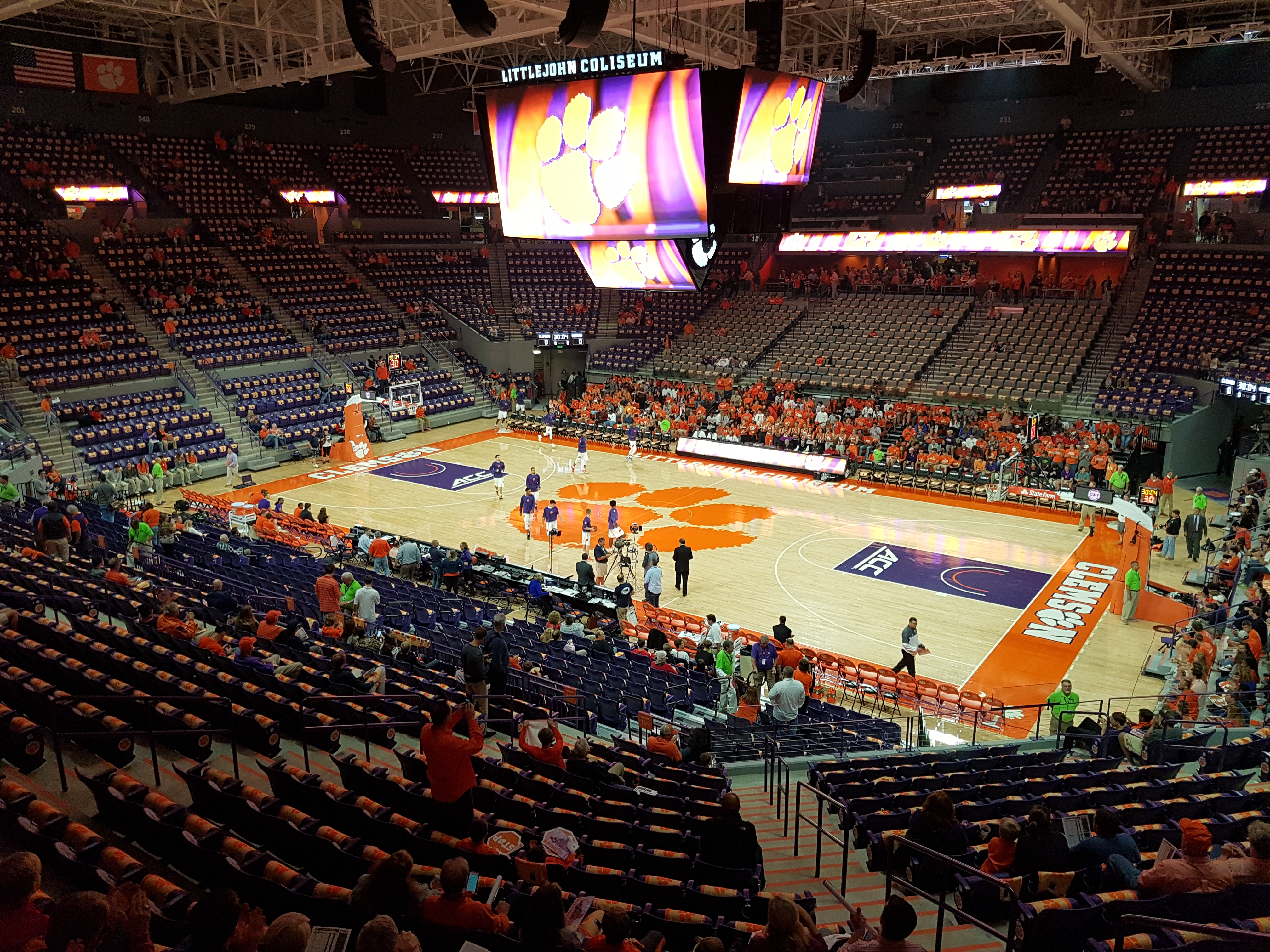
Littlejohn Coliseum
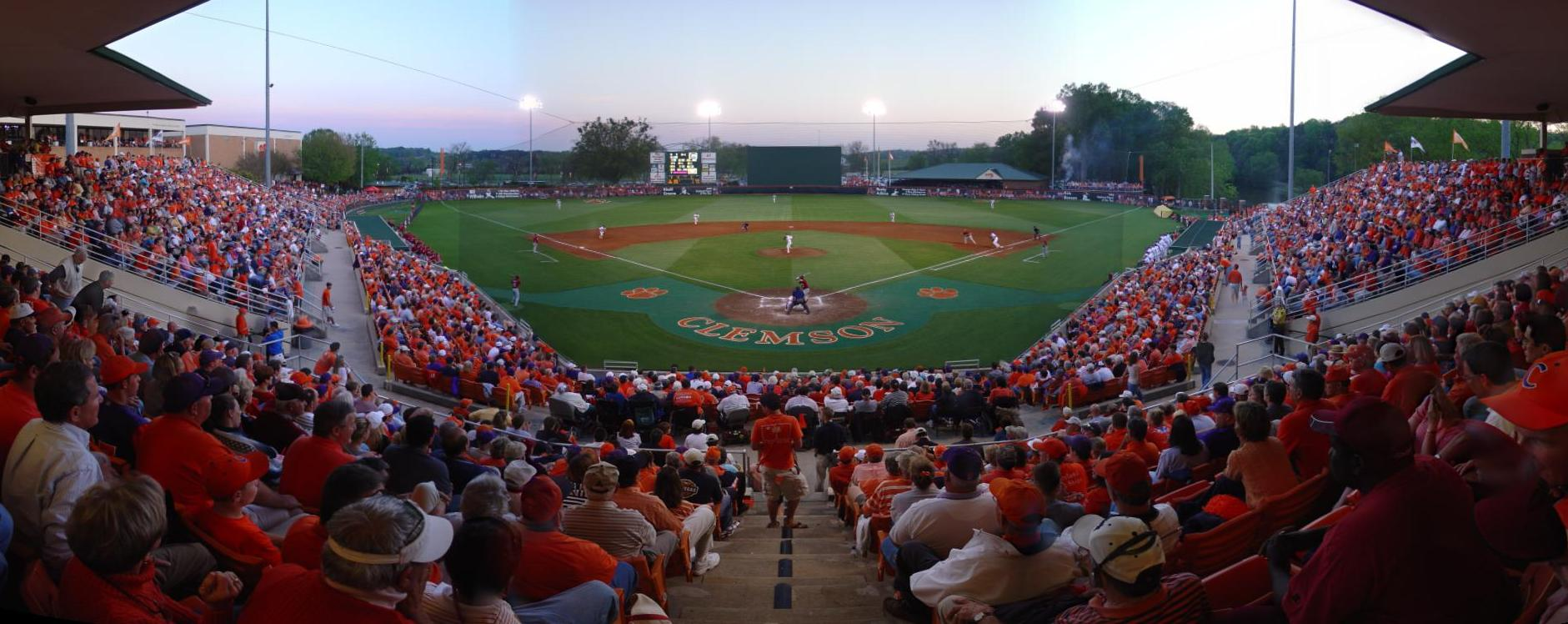
Doug Kingsmore Stadium

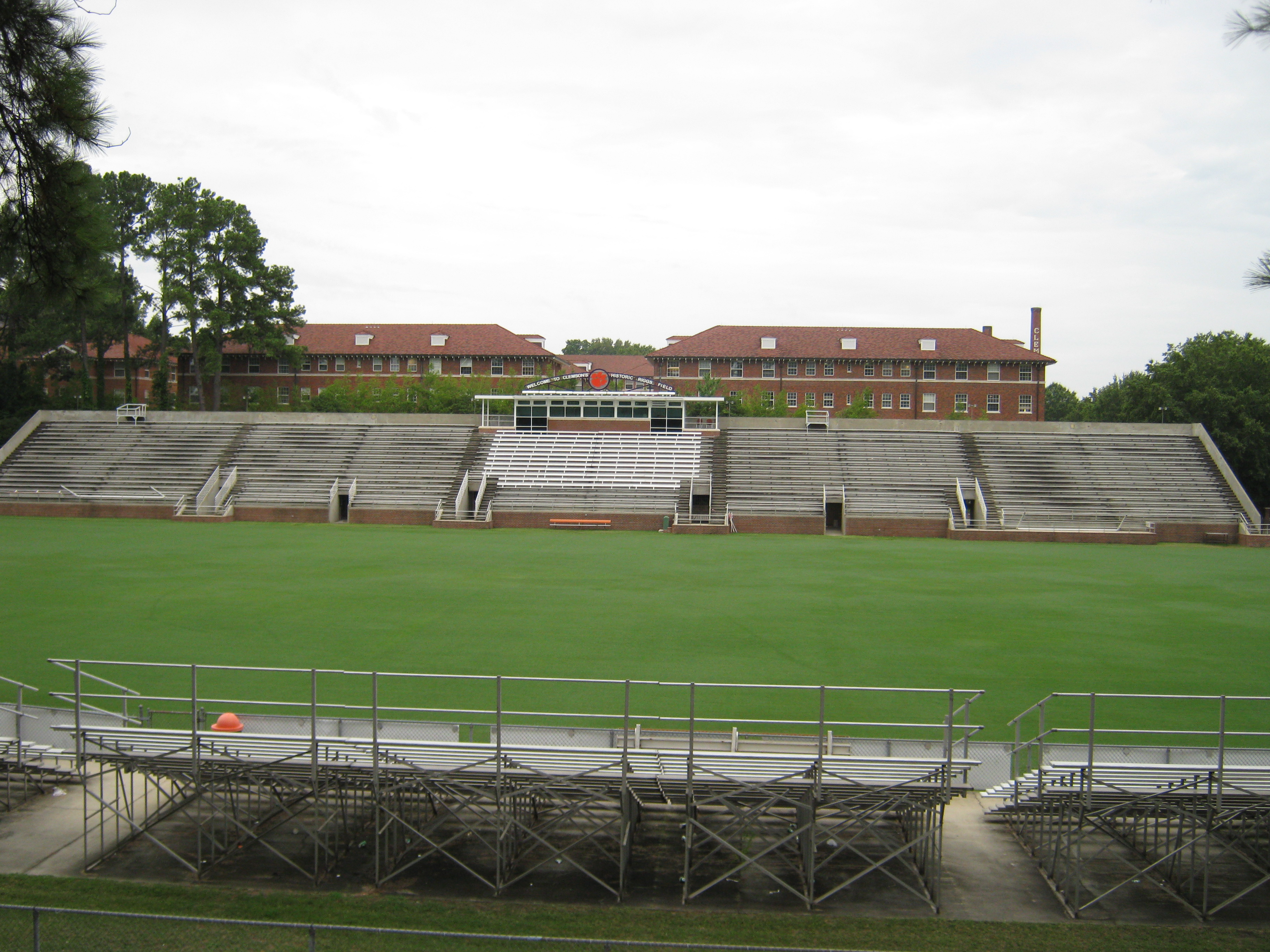
Riggs Field
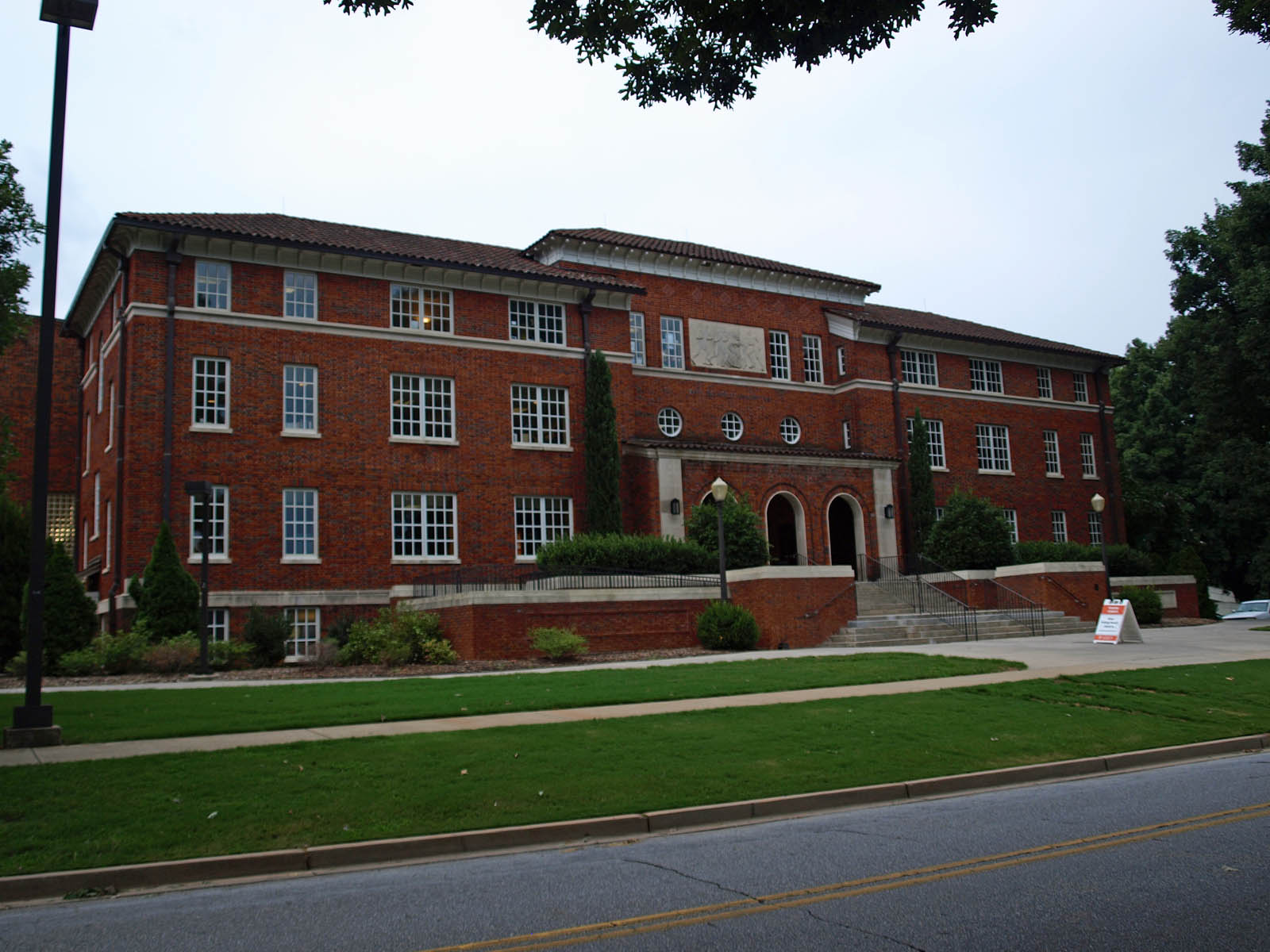
Fike Recreation Center
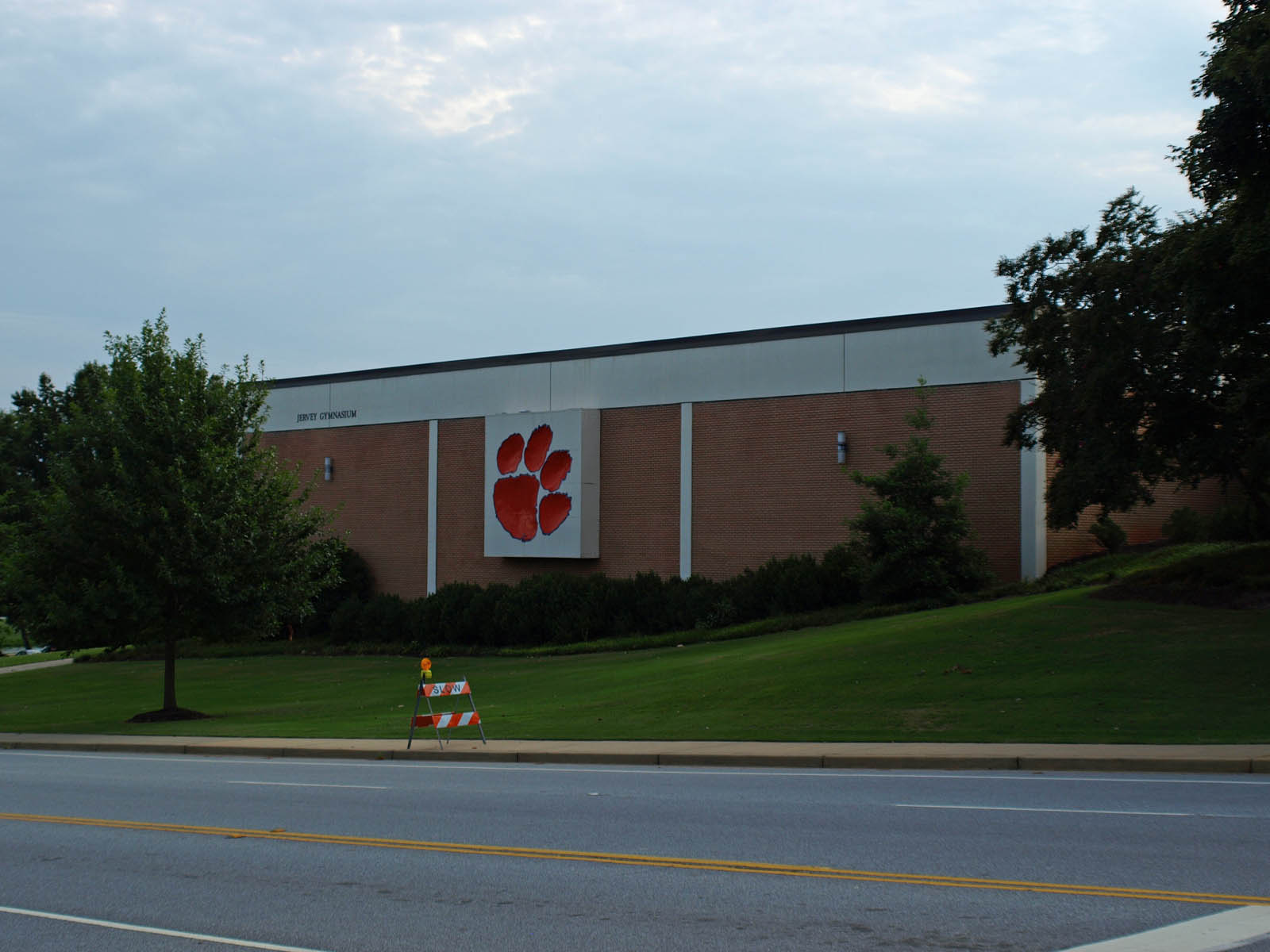
Jervey Athletic Center

## 傳統

### 虎爪 (Tiger Paw)
虎爪在1970 年成為克萊門森大學的官方標誌，取代了之前的老虎標誌。這個改變的靈感來自Robert Edwards校長。它由John Antonio創造，由南卡格林維爾的Henderson 廣告公司的Helen Weaver開發，取材於芝加哥菲爾德自然歷史博物館發送給該機構的孟加拉虎模具。虎爪現在用於所有運動隊和大學文件。整個校園和通往校園的高速公路上也塗有虎爪。

## 知名校友

### 台灣
- 林聰明－南華大學校長(2013-現在)、前國立雲林科技大學校長(2001-2009)
- 趙少康－政治人物及媒體工作者，曾任立法委員、環境保護署長，前中國廣播公司董事長、2024副總統參選人

### 美國
- 妮基·黑利－前南卡州長、前美國駐聯合國大使
- 史壯·瑟蒙－美國參議院臨時議長、擔任南卡參議員長達50年。唯一一位曾在任內超過100歲的參議員。
- 詹姆斯·弗朗西斯·伯恩斯－美國參議員、大法官（1941-1942）、國務卿（1945-1947）、南卡州長（1951-1955），以及富蘭克林·羅斯福總統的知己。
- 克里斯蒂·肯尼－美國外交官
- 約翰·雷蒙德上將－首任美國太空軍司令
- 魯道夫·安德森少校－1948年古巴飛彈危機期間唯一遭射殺的人。
- 喬納森·伯德－高球手
- 盧卡斯·格羅烏爾－高球手、PGA四大賽冠軍
- 布賴恩·道金斯－美式足球名人堂成員
- 布丽安娜·罗林斯－田徑選手。2013世錦賽、里約奧運100公尺跨欄金牌
- Trevor Lawrence－美式足球員、NFL選秀狀元
- 斯圖爾特·霍爾登－CS職業選手、美國國家足球隊中場

### 其他
- Ekwee Ethuro－肯亞參議院首任議長

## 知名教職員
- 約翰·威廉·霍夫曼－化學家
- 喬·喬根森－政治家、心理學高級講師
- 迈克尔·帕迪厄－教育界人士和中學教科書《科學探索者》系列的作者
- 羅伯特·托利森－經濟學家